# Anthus gustavi
La bisbita del Pechora (Anthus gustavi) es una pequeña ave paseriforme que habita en la tundra del norte de Asia, al este de Rusia. Como ave migratoria, en invierno se establece en Indonesia. Raramente, en los meses de septiembre y octubre, la bisbita del Pechora puede observarse en el este de Europa. 

## Apariencia
A. gustavi es una pequeña bisbita, parecida a la bisbita de cuello rojo. Su plumaje es de color marrón arriba, con rayas blancas, y con marcas negras sobre el vientre y el pecho, ambos de coloración blanca. Puede distinguirse de la bisbita de cuello rojo por las líneas blancas y por el contraste entre su pecho y su vientre del mismo color. 
Esta especie suele establecerse entre los pastos crecidos, y es difícil que vuele, incluso cuando la molestan. Su llamada es un claro zip eléctrico. Aunque si bien la llamada suele ayudar al momento de identificar a las bisbitas, esta especie la usa mucho menos que las demás. Esto, combinado con sus hábitos ermitaños, la convierten en una especie difícil de encontrar y de identificar en el Ártico, la tierra que habita. 
Probablemente el mejor lugar para avistar estas aves en Europa Occidental sea Fair Isle, en las islas Shetland. La falta de árboles en esta pequeña isla hace fáciles de encontrar a los paseriformes ermitaños.
Su hábitat para la reproducción es la tundra, el bosque abierto o los pantanos. Anida sobre la tierra, de cuatro a cinco huevos por vez. Es un ave insectívora, al igual que el resto de las bisbitas. 